# Frank Dux
Frank William Dux (* 6. April 1956 in Toronto, Kanada) ist ein kanadisch-US-amerikanischer Kampfsportler und Kampf-Choreograf. Er diente als Inspiration und Ideengeber für den Film Bloodsport mit Jean-Claude Van Damme als Hauptdarsteller. Dux inszenierte sich als US-amerikanischen Militärhelden und Träger der Medal of Honor sowie Ninjutsu-Experten, der ein geheimes Kumite, wie im Film Bloodsport dargestellt, gewonnen habe. Seine abenteuerliche Lebensgeschichte, die er auch in einer Autobiografie veröffentlichte, ist vermutlich in weiten Teilen erfunden.

## Leben
Frank Dux wurde am 6. April 1956 in Toronto, Kanada, geboren. Als er sieben Jahre alt war, zog seine Familie von Ontario nach Kalifornien, wo er die Grant High School besuchte. Dux gibt an, dass er von Senzo „Tiger“ Tanaka in Ninjutsu eingeführt und ausgebildet wurde. Tanaka, den er als weltberühmten Lehrer und Nachkommen von 40 Generationen Kriegern beschrieb, brachte Dux mit 16 Jahren nach Masuda, Japan, um ihn dort als Ninja auszubilden.
Dux diente von 1975 bis 1981 im United States Marine Corps Reserve und behauptete, in dieser Zeit geheime Missionen in Südostasien durchgeführt und die Medal of Honor erhalten zu haben. Er schrieb 1980 Artikel für die September- und Oktober-Ausgaben des Black Belt Magazine und gab darin Ratschläge zu Kampfkunsttechniken, einschließlich Messerkampf. Dort wurde er als „hochdekoriert in seinen Kampftechniken mit dem Messer im tatsächlichen Kampf in Südostasien“ beschrieben und als Inhaber mehrerer schwarzer Gürtel in „Taekwondo und anderen Kampfkünsten“ bezeichnet. 1987 veröffentlichte er auch einen Artikel über Messerkampf für das Magazin Inside Kung Fu.
Dux behauptet, 1975 an einem Kampfsportturnier auf den Bahamas namens „Kumite“ teilgenommen zu haben. Er beschrieb es als ein 60 Runden starkes Einzel-Eliminierungsturnier, das alle fünf Jahre geheim abgehalten werde. Seine Geschichte wurde erstmals in der November-Ausgabe 1980 des Black Belt Magazine abgedruckt. Dux gibt an, dass er die Erlaubnis erhalten habe, öffentlich über das Ereignis zu sprechen, und er die erste Person aus dem Westen war, die das Turnier gewonnen habe. Er stellte dort angeblich mehrere Weltrekorde auf, darunter die meisten aufeinanderfolgenden KO-Siege (56) und den schnellstem KO-Schlag (0,12 Sekunden). Der Film Bloodsport aus dem Jahr 1988 basiert auf seinem angeblichen Kumite-Sieg. Zum Zeitpunkt der Veröffentlichung des Films betrieb er Kampfsportschulen in Woodland Hills und North Hollywood, Los Angeles, wo er seinen eigenen Kampfkunststil, das Dux Ryu Ninjutsu, unterrichtete. Dieser Stil basiert auf den Koga Ninja-Prinzipien von Koryū. Dux arbeitete außerdem als Kampfkoordinator für die Filme Bloodsport, Leon von 1990 und den Film Only the Strong von 1993.
Im Jahr 1993 besuchte Dux die 2. jährliche Draka Martial Arts Trade Show in Los Angeles, wo es zu einer Konfrontation mit dem Kickboxer Zane Frazier kam. Dux hatte zuvor Frazier als Trainer eingestellt, doch Frazier behauptete, dass dieser ihn nie bezahlt habe. Es kam zu einem Kampf, den Frazier für sich entschied. Rorion Gracie und Art Davie waren Zeugen des Kampfes und boten Frazier daraufhin eine Position in der Ultimate Fighting Championship an. Dux behauptete, dass Frazier ihn mit einem Schlagring niedergeschlagen habe, was im Widerspruch zu mehreren Quellen steht. Auch John McCarthy, Ringrichter für Mixed Martial Arts (MMA), erwähnte nichts diesbezüglich.
1996 veröffentlichte Dux das Buch The Secret Man: An American Warrior's Uncensored Story. In dem Buch behauptet Dux, dass der Direktor der Central Intelligence Agency (CIA), William J. Casey, sich mit ihm in einer Toilette traf und ihn für geheime Missionen rekrutierte, darunter die Zerstörung eines Treibstofflagers in Nicaragua und einer Chemiewaffenanlage im Irak.
Zusammen mit Jean-Claude Van Damme war Dux Koautor des Films The Quest von 1996. Nach der Veröffentlichung des Films verklagte Dux Van Damme wegen Vertragsbruchs, mit der Begründung, dass der fertige Film zu ähnlich zu dem von ihnen verfassten Manuskript Enter the New Dragon sei. 1998 verlor Dux den Fall, und der Vorsitzende der Geschworenen erklärte, dass Dux' Aussage weniger glaubwürdig sei, einschließlich seiner Behauptung, dass Tonbänder seiner Vereinbarung mit Van Damme beim Erdbeben in Northridge im Jahr 1994 zerstört wurden. Dux legte Berufung gegen das Urteil ein, jedoch wurde seine Berufung im Jahr 1999 abgewiesen.

## Behauptungen und Unglaubwürdigkeiten
Insgesamt sind Frank Dux’ Behauptungen und Geschichten stark umstritten und werden von vielen Kritikern und Experten des Kampfsports angezweifelt.

### Militärdienst und Medal of Honor
Frank Dux behauptete, dass er im Militär tätig war und sogar die Medal of Honor verliehen bekam. Doch nach der Anfrage über das Freedom of Information Act wurden seine militärischen Aufzeichnungen offengelegt und zeigten, dass er nie im Ausland gedient hat, keine Auszeichnungen erhalten hat und im Januar 1978 sogar zur psychiatrischen Untersuchung geschickt wurde, da er „verwirrte und zusammenhangslose Ideen“ äußerte. Frank Dux sagt, dass seine militärischen Aufzeichnungen vom Militär manipuliert wurden, um ihn zu diskreditieren.
Fotos von ihm in Militäruniform zeigen jedoch Auszeichnungen in falscher Reihenfolge und die Medal of Honor, die er trägt, ist die Version, die Mitgliedern der United States Army und nicht den Mitgliedern des Marine Corps verliehen wird. B. G. Burkett, Autor des Buches Stolen Valor, behauptete, dass Dux seine militärische Geschichte und Auszeichnungen erfunden habe. Unter anderem wies er nach, dass Dux erst zum Militär ging, als der Vietnamkrieg schon längst beendet war. Dux behauptete später nie gesagt zu haben, in Vietnam gedient zu haben, obwohl dies ein Teil seiner Geschichte im Black Belt Magazin war und er dies auch 1987 in einem Interview wiederholte.
Auch das Magazin Soldier of Fortune hinterfragte mehrere Äußerungen von Dux und kam zu dem Schluss, das ein Großteil seiner Militärkarriere eine Lüge sei.

### Kumite
John Stewart, der Autor des Black Belt Artikels von 1980, der Dux' angeblichen Kumite-Sieg beschrieb, äußerte 1988 sein Bedauern darüber, den Artikel geschrieben zu haben und bezeichnete sich selbst als „naiv“, weil er Dux geglaubt habe. Nach der Veröffentlichung der Geschichte habe er Informationen erhalten, die „Fragen über Dux' militärische Karriere aufwarfen“. Jim Coleman, der damalige Herausgeber von Black Belt, sagte, dass Dux' Geschichte „auf falschen Voraussetzungen beruhe“ und fügte hinzu, dass sie keine Beweise für einen solchen Wettbewerb finden konnten; eine ähnliche Erklärung gab er 1996 erneut ab. Kenneth Wilson vom Ministerium für Sport auf den Bahamas bestritt die Existenz des Kumite und erklärte, es sei unmöglich, dass ein Kampfsportturnier dieser Größenordnung geheim gehalten werden konnte.
Laut John Johnson wird in einer Rechnung der Organisation, die das Kumite angeblich veranstaltete, Dux als einziger Ansprechpartner genannt, und der Sockel der Trophäe, die er gewonnen haben will, wurde von ihm in einem örtlichen Trophäengeschäft gekauft. Dux forderte Johnson auf, mit einem Mann namens Richard Robinson zu sprechen, den er angeblich beim Kumite getroffen hatte. Robinson bestätigte zunächst Dux' Geschichte und sagte, er sei zum Kumite eingeladen worden, weil er ein ungeschlagener Ringer an der Lower Merion High School war. Später fand Johnson heraus, dass Robinson diese Schule nicht besucht hatte, sondern in Wirklichkeit mit Dux zur Schule gegangen war. Mit dieser Information konfrontiert, antwortete Robinson: „In Ordnung. Ich weiß nicht, was ich sagen soll ... Frank war ein Kumpel von mir, als ich in L.A. war.“
Sheldon Lettich sagte, er habe die Idee zu Bloodsport gehabt, nachdem er Dux' „Lügengeschichten“ über das Kumite gehört hatte. Dux stellte ihm einen Mann namens Richard Bender vor, der behauptete, beim Kumite gewesen zu sein, und die Geschichte bestätigte. Einige Jahre später, nachdem er sich mit Dux überworfen hatte, gestand Bender, dass er gelogen hatte und dass Dux ihn angewiesen hatte, was er sagen sollte. Lettich bezeichnete Dux als „wahnhaften Tagträumer“. Unter Berufung auf seine Kumite-Behauptungen führt die MMA-Website Fightland Dux auf ihrer Liste der Kampfsport-Betrüger auf. Sowohl John Johnson als auch Fightland glauben, dass Dux seine Geschichte gefälscht hat, um für seine Kampfsportschulen zu werben.

### Senzo „Tiger“ Tanaka
John Johnson berichtete, er habe weder in Fachbüchern noch bei anderen Kampfsportexperten Hinweise auf Dux' angeblichen Lehrer Senzo „Tiger“ Tanaka finden können. Dux sagte Johnson, er wisse nicht, wo Tanaka sich aufhalte oder ob er noch am Leben sei, änderte aber in späteren Jahren seine Geschichte dahingehend, dass es Tanakas letzter Wunsch gewesen sei, dass er am Kumite teilnehme. Als Johnson darauf hinwies, dass Dux' Lehrer denselben Namen trage wie ein Ninja-Kommandant aus Ian Flemings James-Bond-Roman Man lebt nur zweimal, antwortete Dux, dass Fleming „seine Figuren auf reale Personen gestützt habe“. Im März 2017 schrieb Dux einen Artikel, in dem er behauptete, er habe Tanakas Sterbeurkunde gefunden, aus der hervorging, dass er 1975 in Los Angeles gestorben war, obwohl auf der Website von Dux seit 2016 steht, dass Tanaka in Japan gestorben sei.

### CIA-Arbeit und „The Secret Man“
Mehrere namhafte Persönlichkeiten wiesen die Behauptungen von Dux aus seinem Buch The Secret Man zurück, für die CIA gearbeitet zu haben. Robert Gates, der Stellvertreter und Nachfolger von William J. Casey, sagte, er habe noch nie von Dux gehört, ebenso wenig wie irgendjemand, den er in der CIA kenne. Dux nannte General Norman Schwarzkopf Jr. und Generalmajor John K. Singlaub als weitere Personen, für die er gearbeitet hatte. Beide bestritten dies. Singlaub nannte das Buch „praktisch eine komplette Erfindung“. Er ließ seinen Anwalt an HarperCollins schreiben und bat um den Rückruf des Buches.
Soldier of Fortune war der Meinung, dass das Buch mindestens zehn logische Ungereimtheiten enthält, wie z. B. die absurde Behauptung von Dux, dass Casey seine Operationen persönlich abwickelte und dafür sorgte, dass niemand sonst in der CIA von seiner Existenz erfuhr, dem aber widerspricht, indem er beschreibt, dass er bei zahlreichen Gelegenheiten Dokumente und Unterstützung von anderen Mitarbeitern erhielt. Ein Sprecher der CIA bezeichnete das Buch als „reine Fantasie“ und fügte hinzu, dass es für die CIA ungewöhnlich sei, sich zu solchen Dingen zu äußern, dass Dux' Behauptungen aber „so absurd seien, dass wir es für notwendig hielten“, und dass es für Dux praktisch sei, dass Casey tot sei und das Buch nicht selbst widerlegen könne.
Publishers Weekly kommentierte das Buch mit den Worten: „Es ist schwer zu sagen, ob der Autor nur angibt oder sein Fantasieleben in einem Memoirenbuch zum Ausdruck bringt, das sich liest, als sei es der frühen Avenger-Taschenbuchserie nachempfunden.“
Dux behauptet in dem Buch auch, dass sein Vater Alfred vor dem Zweiten Weltkrieg für den Mossad gearbeitet habe und 1939 auch der Jüdischen Brigade beigetreten sei. Nigel West sagt, dass Dux' Familiengeschichte „einer genauen Prüfung nicht standhält“, da der Mossad erst nach dem Zweiten Weltkrieg und die Jüdische Brigade erst mehrere Jahre nach Alfreds angeblichem Beitritt gegründet wurde.
Lieutenant Commander Larry Simmons, ein Romanautor, der früher das SEAL-Team 5 befehligte und denselben Literaturagenten wie Dux hatte, posierte mit Dux für ein Foto. Dux veröffentlichte das Foto in seinem Buch, mit der Bildunterschrift, dass er mit dem SEAL-Teamleiter fachsimpelte. Simmons bestritt dies und fügte hinzu, Dux sei kein amerikanischer Kämpfer, sondern ein Hochstapler.

### Weitere Behauptungen und Widersprüche
In seinem Buch Actions Speak Louder schreibt Eric Lichtenfield, dass Dux, wenn seine Heldentaten in Frage gestellt werden, „das Fehlen von Beweisen ausnutzt und es zu noch wilderen Geschichten ausspinnt.“ Dux behauptet, dass er das Schwert, das ihm beim Kumite überreicht wurde, nicht mehr besitzt, weil er es bei einem fehlgeschlagenen Versuch verkauft habe, um ein Boot mit Waisenkindern freizukaufen, die er später vor Piraten gerettet habe oder dass er ein Attentat auf Steven Seagal verhindert habe. Unstimmigkeiten in seiner Kampfkunstgeschichte seien von seinen Rivalen, darunter Ninjutsu-Meister Stephen K. Hayes, erfunden worden.
Während viele Quellen die Behauptungen von Dux vollständig zurückweisen, glauben andere, dass an seinen Geschichten etwas Wahres dran sein könnte. Dux verklagte den Verleger von Soldier of Fortune Robert K. Brown, wegen Verleumdung, nachdem dieser Artikel über ihn veröffentlicht worden war. Zwar verlor er den Fall letztlich, doch während der Anhörung legte John Johnson eine Fotokopie der Quittung vor, die seiner Meinung nach beweist, dass Dux seine Kumite-Trophäe gekauft hatte. Der Richter lehnte es jedoch als Beweismittel ab, da es mehrere Unstimmigkeiten gab, wie z. B. das Datum auf der Quittung, das nach dem Foto von Dux mit seiner Trophäe lag.
Dariel Figueroa von Uproxx meinte, dass sowohl Dux' Behauptungen als auch die einiger seiner Kritiker mehrere Lücken aufwiesen, was zu einem Durcheinander von falschen Beweisen, Lügen und irgendwo in der Mitte der Wahrheit führte. Hugh Landman von Ranker hat erklärt, dass Dux zwar „bei vielen Aspekten seiner Karriere lügt oder zumindest stark übertreibt“, dies aber nicht unbedingt bedeutet, dass seine Geschichte völlig falsch sei, und spekulierte, dass er einen Kumite gewonnen haben könnte, das sich allerdings von dem in Bloodsport deutlich unterscheide.

## Werke
- The Secret Man: An American Warrior's Uncensored Story. HarperCollins, 1996, ISBN 978-0-06-039152-2.

## Filmografie
Als Schauspieler
- 1985: King of the Streets
- 1986: The Last Days of Patton
- 1986: Ed Murrow – Reporter aus Leidenschaft (Murrow)
- 1987: Cobra Force II

Als Choreograf
- 1988: Bloodsport
- 1990: Leon (Lionheart)
- 1993: Only the Strong

Als Drehbuchautor
- 1996: The Quest – Die Herausforderung (The Quest)